# Dömitz
Dömitz (dolnoněmecky Döms) je město na jihozápadě Meklenburska v zemském okrese Ludwigslust-Parchim. Leží na Labi a je nejjižnější obcí spolkové země Meklenbursko-Přední Pomořansko, kde se nachází blízko trojmezí s Dolním Saskem a Braniborskem. Končí zde vodní cesta Müritz-Elde, která propojuje Labe s horní Havolou.
Jméno je původem z polabštiny, první zmínka o sídle je z roku 1230 a městská práva dostal Dömitz ve třináctém století.